# 방콕
방콕(태국어: บางกอก, 태국어 발음: [bāːŋ kɔ̀ːk] ( 듣기), 영어: Bangkok, 문화어: 방코크)은 태국의 수도이자 태국에서 가장 큰 도시이다. 공식 명칭은 끄룽텝 마하나콘(태국어: กรุงเทพมหานคร, 태국어 발음: [krūŋ tʰêːp mahǎː nákʰɔ̄ːn] ( 듣기))이며 줄여서 끄룽텝(태국어: กรุงเทพ, 태국어 발음: [krūŋ tʰêːp] ( 듣기))으로도 불린다. 타이만으로 흘러드는 짜오프라야강 동쪽, 북위 13°45′, 동경 100°31′에 자리 잡고 있다. 태국의 정치, 경제, 문화의 중심지로, 1782년 라마 1세가 이곳을 세운 이래 수도였다. 태국의 중심부에 자리 잡고 있으며 북부와 동북부, 남부를 잇는 중요한 교통 요충지이다. 또한 태국의 정치, 경제, 문화 등 거의 모든 부분에 걸쳐 중심적인 역할을 하고 있다.
방콕은 동남아시아에서 가장 빠른 속도로 성장하고 있으며 경제적으로 역동적인 도시 가운데 하나이다. 동시에 걷잡을 수 없이 확대되는 꼴불견 대도시의 전형이면서도 동시에 세계에서 가장 흥미진진한 도시이기도 하다. :68 특히 고층 빌딩 건설이 아주 활발하다. 방콕은 세계에서 22번째로 인구가 많은 도시로, 약 828만925명을 기록하고 있는데 실제로는 이보다 많을 것으로 추정된다. 세계 기상 기구는 방콕을 세계에서 가장 더운 도시라고 부른 바 있다. 방콕은 약 3천여 년간 독립을 지속해 온 독립왕국으로서의 태국의 문화유적과 풍물 등 각종 관광자원이 많은 곳이며 동서양을 잇는 아시아의 관문이기도 하다. 밤의 유흥가, 시장, 상점과 식당, 웅장한 사원, 박물관, 궁전과 공원이 즐비하다. :68
방콕은 현재 세계적으로 유명한 관광도시로 세계 50여개의 항공사들이 취항하고 있다. 특히 수완나품 국제공항은 세계 각지에서 몰려 드는 여행객으로 연일 붐빈다. 방콕은 고풍스러운 전통과 현대의 멋을 지닌 태국인 특유의 미소와 여유로 여러 나라의 관광객을 끌어들이는 매력을 가지고 있다. 그러나 동양의 베네치아라고 불렸던 방콕의 주민들은 싱가포르와 홍콩과 맞먹을 지역 중심지로 성장하고 있다고 자랑하지만, 고속 성장의 부작용으로 중대한 기반 시설 문제, 사회 문제를 겪고 있기도 하다. 수질이 매우 악화되었고 에이즈 환자가 급증하고 있으며 세계에서 제일 가는 교통혼잡 등 여러 가지 문제를 안고 있다.
방콕은 주변의 여섯 개의 주(짱왓), 사뭇쁘라깐 주, 사뭇사콘 주, 차층사우 주, 빠툼타니 주, 논타부리 주, 나콘빠톰 주와 경계를 이루고 있다.

## 명칭과 역사

### 명칭
방콕의 전체 명칭은 끄룽 텝 마하나콘 아몬 라따나꼬신 마힌타라 유타야 마하딜록 폽 노파랏 랏차타니 부리롬 우돔랏차니웻 마하사탄 아몬 피만 아와딴 사팃 사카타띠야 윗사누깜 쁘라싯(กรุงเทพมหานคร อมรรัตนโกสินทร์ มหินทรายุธยามหาดิลก ภพนพรัตน์ ราชธานีบุรีรมย์ อุดมราชนิเวศน์ มหาสถาน อมรพิมาน อวตารสถิต สักกะทัตติยะ วิษณุกรรมประสิทธิ์)이다. 이는 '천사의 도시, 위대한 도시, 영원한 보석의 도시, 인드라 신의 난공불락의 도시, 아홉 개의 고귀한 보석을 지닌 장대한 세계의 수도, 환생한 신이 다스리는 하늘 위의 땅의 집을 닮은 왕궁으로 가득한 기쁨의 도시, 인드라가 내리고 비슈바카르만이 세운 도시'라는 뜻을 담고 있다. 일부 행사를 제외하고 태국인들은 주로 끄룽텝 마하나콘 혹은 끄룽텝으로 부른다.
이 명칭은 라마 1세가 도시를 세우면서 제정되었고 라마 4세가 바꿔 오늘에 이른다. 학교에서 이 명칭을 가르치는 경우가 있지만, 지금은 쓰이지 않는 팔리어와 산스크리트어 낱말이 대부분이기 때문에 정확한 뜻을 알고 있는 사람은 많지 않다. 아사니와산 초띠꾼(อัสนี-วสันต์ โชติกุล)이 이 명칭을 외우기 쉽도록 지은 〈끄룽텝 마하나콘(กรุงเทพมหานคร)〉이라는 노래가 있다. 원래 명칭이 너무 길기 때문에 태국 정부는 방콕의 법적 공식 명칭을 끄룽텝 마하나콘으로 정하였다.
방콕이라는 이름의 어원은 확실하지 않다. 라마 1세가 톤부리에서 지금의 장소로 천도하기전에 톤부리 지역의 원 수도가 방콕이라고 불리고 있었다. 오늘날 방콕야이, 방콕노이 지역이다. 수도가 옮겨갔지만 영어와 불어, 중국어 이름이 변하지 않아 방콕으로 불리게 되었다. 원래의 방콕은 톤부리가 방콕으로 편입되면서 방콕(끄룽텝 마하나콘)의 일부가 되었다.

### 역사

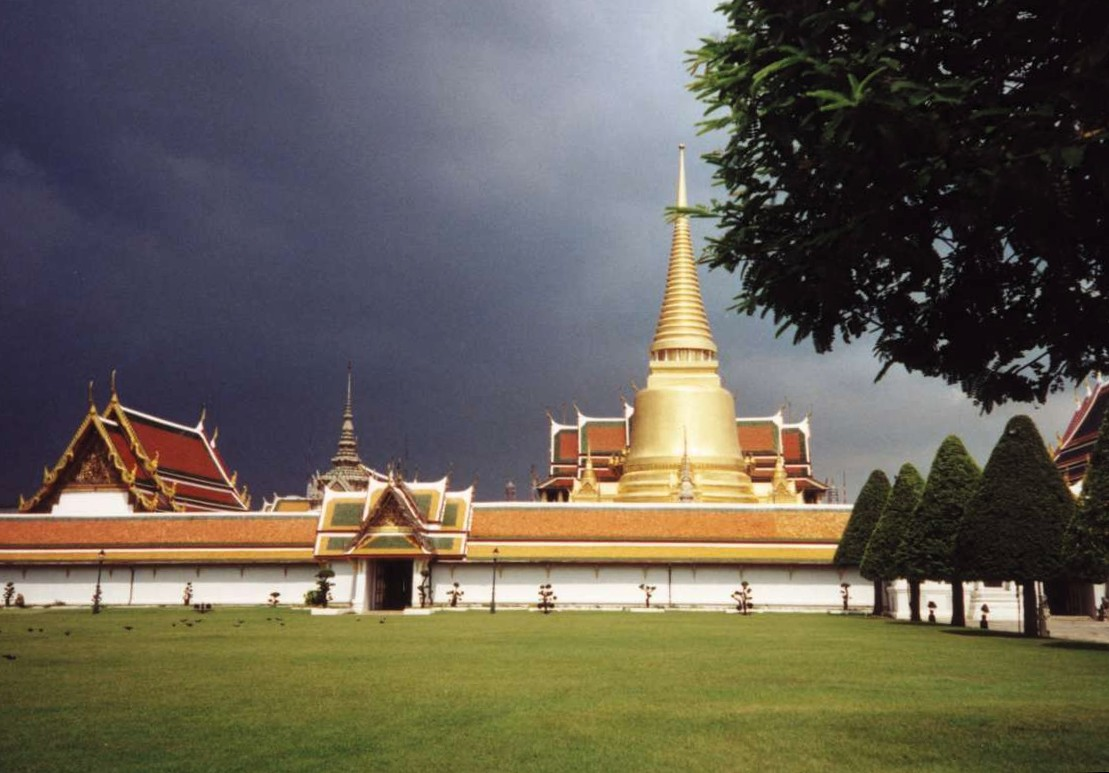
왓 프라깨오

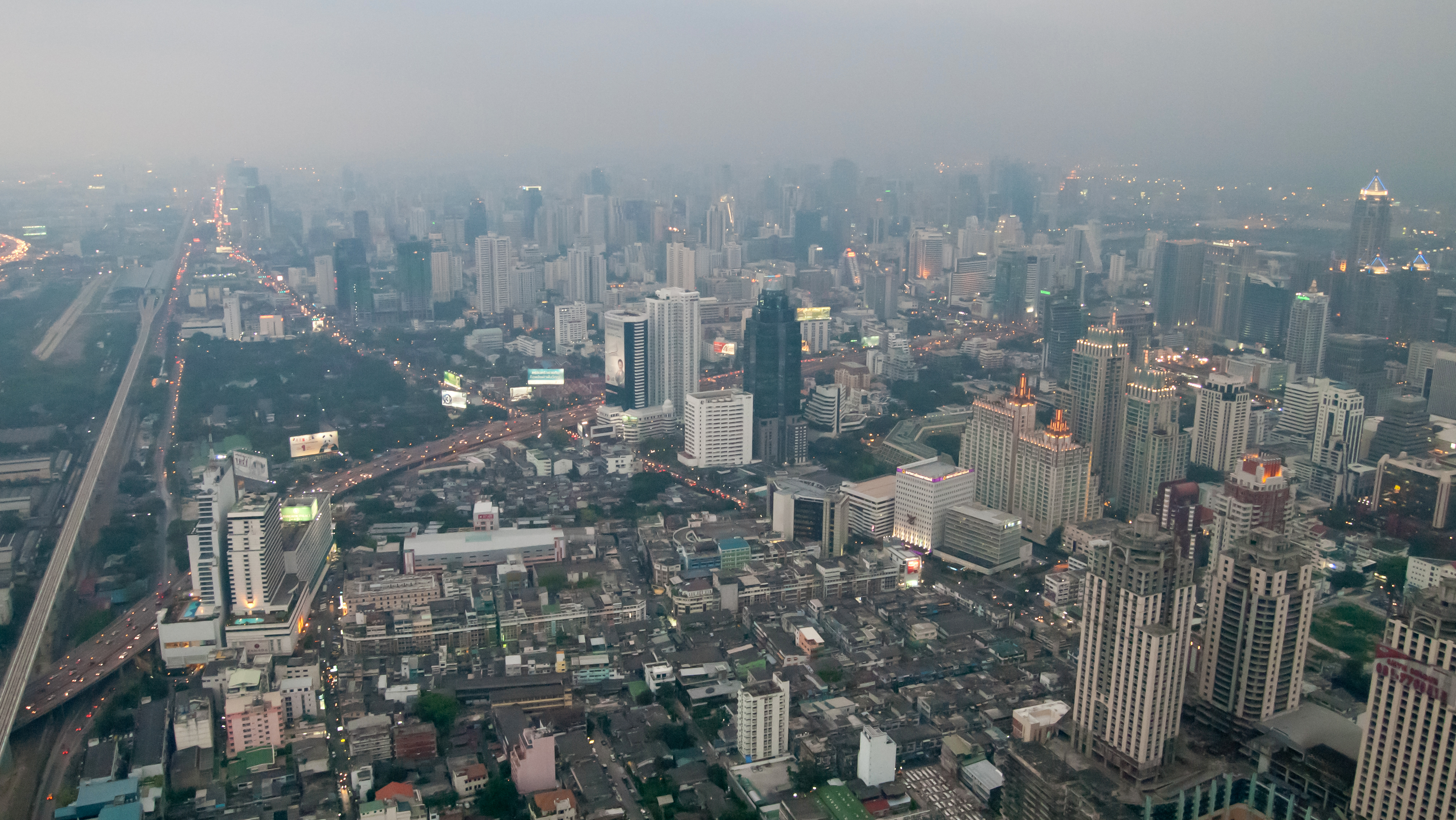
수쿰윗 대로의 경관

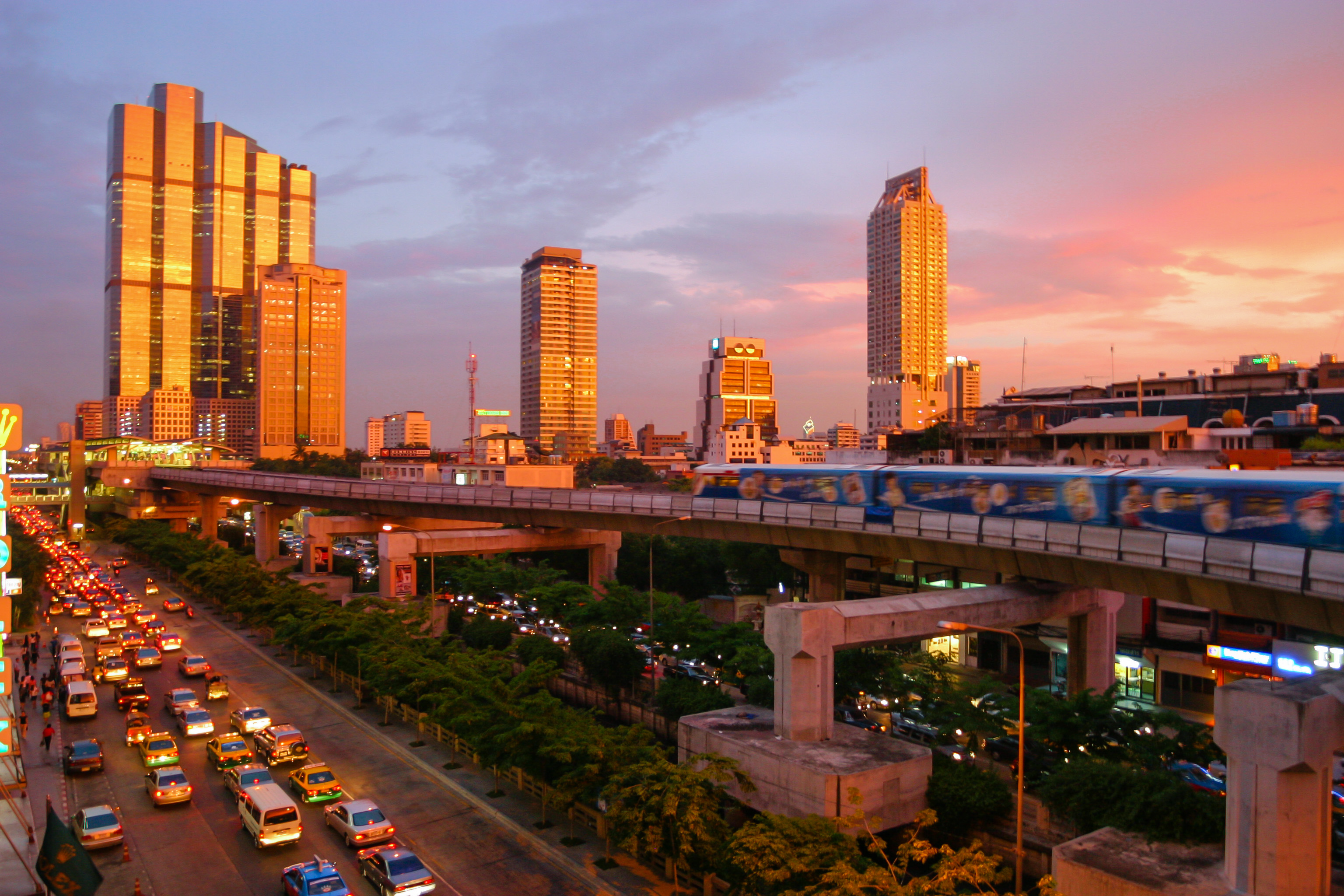
중심부

방콕의 역사는 1782년, 라마 1세가 딱신 대왕을 배반하고 살해한 후 현재의 톤부리에서 짜오프라야강 연안으로 수도를 옮기면서 시작되었다. 당시 짜오프라야강 주변까지 세력을 확장하려던 버마 꼰바웅 왕조의 침입이 쉬웠기 때문에 라마 1세는 톤부리에서 짜오프라야강 연안으로 수도를 이전하였다.
방콕의 건설은 6월 10일 오전 6시 45분에 락쿰안(시의 기둥)이 지어지면서 시작되었다. 건설은 짜오프라야 탐마티콘 (분롯)이 맡았으며, 3년 후에 건설을 마쳤다. 아유타야와 같이 왕궁이나 관련 시설을 포함한 토지의 주위에는 운하가 파져서 라따나꼬신 섬으로 불리는 인공의 섬이 만들어졌다. 당시 이 라따나꼬신 왕국 안에는 왕에게 허용된 사람만 살 수 있었다. 기록에 의하면, 당시 라따나꼬신 섬에 거주하고 있던 것은 왕족과 《왕실 화인》이라고 불린 차오저우계의 화교였다.
건국 당시는 라따나꼬신 섬만이 방콕의 중심으로서 기능하고 있었지만, 태국의 경제발전과 함께 시가지는 동쪽으로 확장되었다. 또 쭐랄롱꼰(라마 5세)의 시대에는 라따나꼬신 섬의 수용 인구가 한계에 다달아 왕궁 만으로 충분히 수용할 수 할 수 없었기 때문에 북쪽에 두싯 궁전군을 건설하였다. 쭐랄롱꼰의 아들은 더 북쪽으로 반쿤프롬 궁전, 수코타이탐마티웻 궁전 등을 건설하였다.
또, 경제의 중심도 짜끄리 왕조 초기에는 당시 라따나꼬신 섬에서 운하를 사이에 두어 동쪽의 야오와랏 대로에 있었지만, 20세기 후반에 실롬 대로로 중심이 옮겨졌다. 그 때문에 라따나꼬신 섬 주변은 현재, 구시가지라고 부른다.
방콕 건설에서 라마 5세 시대까지 방콕은 짜끄리 왕조의 왕조에 의한 직할지였다. 그러나 라마 5세의 이후 시가지가 확대를 시작했기 때문에, 짜끄리 개혁에 의해서, 방콕은 기내성이라고 하는 기관의 관할로 이전되었다.
1972년에는 무분별한 확대가 진행되어 방콕의 행정 기관은 논타부리 주, 사뭇쁘라깐 주, 빠툼타니 주를 방콕에서 분리하였고, 한편으로 1975년에는 방콕과 경제적으로 밀접한 관계에 있던 톤부리 주를 방콕으로 편입하였다. 그 사이에도 방콕의 시가지의 확대가 진행되었다. 특히 1980년대에는 태국 내의 투자가 활발해져서, 태국의 경제 중심지인 방콕도 행정도시에서 상업과 금융의 중심지로 발전했다. 운하들이 매워져 자동차 도로가 되었고 실롬 대로와 수쿰빗을 중심으로 고층 건물들이 들어섰다. 1997년 아시아 금융 위기로 개발이 지연되기도 했지만 태국의 경제가 곧 회복됨에 따라 방콕의 발전은 계속됐다. 경제발전으로 자동차가 늘어남에 따라 나타난 교통체증을 해결하기 위해 방콕 스카이트레인이 1999년 개통했다.
방콕은 교육 수준이 높아져 의식이 자유로운 시민이 증가했기 때문에 내무성의 직접 통치가 어려워졌다. 이 때문에 1985년에 《방콕 수도부 행정 조직법》이 국회에서 통과되어 주민이 뽑은 시장에 의한 자치를 하고 있다. 1992년 민주화 시위는 군부에 의해 유혈 진압 당했지만 태국의 민주주의가 정착되는 계기가 되었다. 2006년 쿠데타 이후 탁신 친나왓 총리를 둘러싼 정치적 갈등으로 방콕에서 여러 차례 시위가 일어나 공항이나 정부 청사가 시위대에 점령당하는 등 혼란을 겪었다.

## 지리
방콕은 특별 행정 구역으로 1,568.7 km2의 면적을 가지고 있으며, 태국의 68개의 주 중 가장 큰 주이다. 방콕의 대부분의 시역(市域)은 방콕 시내이며, 방콕은 세계에서도 가장 큰 도시 중의 하나로 여겨진다. 짜오프라야강은 372km를 뻗어, 방콕을 흐르는 지리적 지표이다. 짜오프라야강 유역은 방콕 시내를 감싸며, 주변의 평원과 삼각주를 거쳐 약 30 km 밖의 방콕 만으로 흘러 들어간다. 짜오프라야강이 현재의 클롱방콕야이를 따라 크게 우회해 흐르자 지름길로서 운하를 뚫기도 하였다. 이 혼잡한 "로열 마일"을 따라가 보면, 대궐, 사찰과 식민지 시대 건물을 구경할 수 있고, 옛 방콕 강변 지대의 운치를 느껴볼 수 있다. :68 이러한 지리적 특징과 수많은 수로들은 방콕을 '동양의 베네치아'라고 부르게 하고 있으며, 방콕도 이러한 수로들을 한 때 행정 구분 지표로 이용하였다. 그러나 20세기 후반 이후 도시가 성장을 하자, 그러한 계획들은 폐기되었고, 다른 분류의 행정 구분이 적용되었다.
방콕은 해발 2m로 낮은 지형이다. 그래서 열대 기후의 특성 상 비가 많이 내리는 우기에는 저지대 제방에 큰 홍수가 발생하고는 했다. 방콕 시 정부는 최근 둑을 따라 수로를 높이는 공사를 했다. 그러나 방콕의 저지대는 복잡한 수로를 따라 강이 범람할 수 있다는 위험이 존재한다는 루머가 있었다.
방콕은 사바나 기후(쾨펜의 기후 구분 Aw)에 속하며, 건기와 우기가 뚜렷이 구분된다. 1960년에서 1990년대의 돈므앙 국제공항 지역보다 평균 2 °C가 더 높다. 가장 높은 온도는 1983년 3월에 기록된 40.8 °C이며, 가장 낮은 온도는 1955년 기록된 9.9 °C이다.
| 방콕의 기후                                                                   | 방콕의 기후 | 방콕의 기후  | 방콕의 기후  | 방콕의 기후  | 방콕의 기후  | 방콕의 기후  | 방콕의 기후  | 방콕의 기후  | 방콕의 기후   | 방콕의 기후   | 방콕의 기후  | 방콕의 기후 | 방콕의 기후     |
| 월                                                                            | 1월         | 2월          | 3월          | 4월          | 5월          | 6월          | 7월          | 8월          | 9월           | 10월          | 11월         | 12월        | 연간            |
| ----------------------------------------------------------------------------- | ----------- | ------------ | ------------ | ------------ | ------------ | ------------ | ------------ | ------------ | ------------- | ------------- | ------------ | ----------- | --------------- |
| 역대 최고 기온 °C (°F)                                                        | 37.6 (99.7) | 38.8 (101.8) | 40.1 (104.2) | 40.0 (104.0) | 41.0 (105.8) | 38.8 (101.8) | 38.4 (101.1) | 38.2 (100.8) | 37.4 (99.3)   | 37.9 (100.2)  | 38.8 (101.8) | 37.1 (98.8) | 41.0 (105.8)    |
| 일평균 최고 기온 °C (°F)                                                      | 32.7 (90.9) | 33.7 (92.7)  | 34.7 (94.5)  | 35.7 (96.3)  | 35.1 (95.2)  | 34.1 (93.4)  | 33.5 (92.3)  | 33.3 (91.9)  | 33.2 (91.8)   | 33.3 (91.9)   | 33.1 (91.6)  | 32.3 (90.1) | 33.7 (92.7)     |
| 일일 평균 기온 °C (°F)                                                        | 27.4 (81.3) | 28.6 (83.5)  | 29.7 (85.5)  | 30.7 (87.3)  | 30.3 (86.5)  | 29.7 (85.5)  | 29.2 (84.6)  | 29.2 (84.6)  | 28.6 (83.5)   | 28.4 (83.1)   | 28.4 (83.1)  | 27.3 (81.1) | 28.9 (84.0)     |
| 일평균 최저 기온 °C (°F)                                                      | 23.4 (74.1) | 24.8 (76.6)  | 26.4 (79.5)  | 27.2 (81.0)  | 26.9 (80.4)  | 26.4 (79.5)  | 26.1 (79.0)  | 25.9 (78.6)  | 25.4 (77.7)   | 25.2 (77.4)   | 24.7 (76.5)  | 23.2 (73.8) | 25.4 (77.7)     |
| 역대 최저 기온 °C (°F)                                                        | 9.9 (49.8)  | 14.9 (58.8)  | 13.7 (56.7)  | 19.9 (67.8)  | 21.1 (70.0)  | 21.1 (70.0)  | 21.9 (71.4)  | 21.2 (70.2)  | 21.3 (70.3)   | 18.3 (64.9)   | 14.2 (57.6)  | 10.5 (50.9) | 9.9 (49.8)      |
| 평균 강수량 mm (인치)                                                         | 23.6 (0.93) | 21.4 (0.84)  | 51.0 (2.01)  | 93.3 (3.67)  | 216.8 (8.54) | 198.5 (7.81) | 189.7 (7.47) | 227.1 (8.94) | 335.9 (13.22) | 288.7 (11.37) | 44.6 (1.76)  | 11.6 (0.46) | 1,702.1 (67.01) |
| 평균 강수일수 (≥ 1.0 mm)                                                      | 1.9         | 1.9          | 3.4          | 5.4          | 12.4         | 13.4         | 14.1         | 15.6         | 18.0          | 14.4          | 3.8          | 1.0         | 105.3           |
| 평균 상대 습도 (%)                                                            | 67.9        | 70.5         | 72.6         | 72.0         | 74.4         | 75.2         | 75.5         | 76.4         | 79.3          | 78.0          | 68.8         | 65.6        | 73.0            |
| 평균 월간 일조시간                                                            | 216.0       | 215.8        | 234.2        | 226.6        | 196.2        | 158.4        | 140.7        | 128.9        | 129.6         | 157.5         | 194.8        | 213.5       | 2,212.2         |
| 출처 1: 세계기상기구 (평년값: 1991년~2020년), 태국 기상청 (극값: 1951년~현재) |             |              |              |              |              |              |              |              |               |               |              |             |                 |
| 출처 2: CNN (5월 극값), Meteo Climat (극값 일부)                              |             |              |              |              |              |              |              |              |               |               |              |             |                 |

## 행정 구역
방콕은 파타야와 함께 태국의 특별 행정 구역으로 다른 77개의 주(짱왓)와는 달리 시민들이 직접 시장을 선출한다. 2009년 선거에서는 쑤쿰왓이 시장으로 선출되었다.
방콕의 50개의 '켓'이 있으며, 이것은 다른 주의 암프와 동일한 단계이다. 켓은 다시 169개의 쾡(khwaeng, แขวง)으로 나뉘며, 다른 주의 땀본과 같은 단계이다. 방콕에 있는 50개의 켓은 다음과 같다.
| 1. 프라나콘 2. 두싯 3. 농쪽 4. 방락 5. 방켄 6. 방까삐 7. 빠툼완 8. 뽑쁘랍 쌋뜨루 파이 9. 프라카농 10. 민부리 11. 랏끄라방 12. 얀나와 13. 쌈판타우옹 14. 파야타이 15. 톤부리 16. 방콕야이 17. 후아이쾅 18. 클롱싼 19. 딸링찬 20. 방콕노이 21. 방쿤티안 22. 파씨짜른 23. 농캠 24. 랏부라나 25. 방플랏 | 1. 딘댕 2. 븡꿈 3. 싸톤 4. 방쓰 5. 짜뚜짝 6. 방코램 7. 쁘라웻 8. 클롱뜨이 9. 쑤안루앙 10. 쫌통 11. 돈므앙 12. 랏차테위 13. 랏프라우 14. 왓타나 15. 방캐 16. 락씨 17. 싸이마이 18. 칸나야오 19. 싸판쑹 20. 왕통랑 21. 클롱쌈와 22. 방나 23. 타위왓타나 24. 퉁크루 25. 방본 |

켓의 지도

방콕의 도심 지역은 태국에 있는 두 개의 수도, 하나는 올드시티(혹은 라따나꼬신)이라 불리는 역사적인 구역, 또 하나는 현대적인 방콕이 있는 곳이다. 올드시티는 방콕의 영적, 역사적 심장부이며, 사찰과 성소가 빽빽하다. 이곳은 라마 1세가 1782년에 세운 새 수도의 중심이었다.

## 경제
태국의 수도이자, 최대의 도시인 방콕은 태국 경제의 중심이며, 또한 라오스나 캄보디아, 미얀마를 포함한 인도차이나 반도의 경제 중심지이기도 하다. 방콕에는 태국 증권거래소(SET)가 있는 바트 경제권의 중심이며, 그 외 금 등의 귀금속이나 보석 등이 거래되는 쇼핑의 중심지이기도 하다. 시내에는 국제 항공사나 국내외의 은행 본점, 대기업의 본사 그리고 외국 기업의 지점이 있고, 시암, 파라곤, 이세탄, 로빈슨 등의 대형 백화점이나 쇼핑센터 등이 나란히 서 있는 소비 중심지이기도 하다. 방콕이 변화하고 있음을 느끼게 해주는 것은 단연 방콕의 심장부에 위치한 거대한 쇼핑몰 시암 파라곤과 센트럴 월드 때문이다. 방콕의 랜드마크로 자리잡은 시암 파라곤과 센트럴 월드를 비롯해 방콕에 들어선 대형 쇼핑몰들은 쇼핑 천국이라 불리는 홍콩에 비해도 결코 뒤지지 않는다. 시암 파라곤과 센트럴 월드가 자리한 시암 지역은 2010년 3~5월 있었던 방콕 시위대의 주요 무대였다.

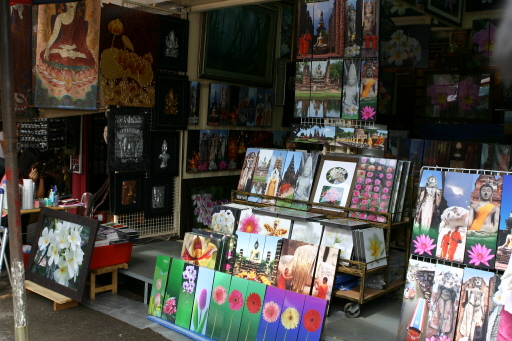
짜뚜짝 시장

진한 흙빛을 띤 짜오프라야강의 곳곳에는 배를 타고 물건을 파는 사람들을 볼 수 있다. 태국의 명물인 수상시장에서 판매되고 있는 물품들은 매우 다양하여 신선한 과일이나 채소, 육류, 어패류 등이다. 수상시장은 물과 함께 살아가는 태국인들의 생활상을 가까이에서 접할 수 있으며 싱싱한 과일과 수공예품들을 즉석에서 구입할 수 있다.
방콕 사람들이 가장 많이 이용하는 주말시장은 짜뚜짝 시장이다. BTS 역인 모칫 역 근처 랏프라오 거리가 끝나는 지점에 있다. 토요일과 일요일에만 서는 이 시장은 태국에서 물가가 가장 싼 곳이다.

### 관광업
방콕은 세계적으로 가장 유명한 관광 명소 중 하나이다. 베트남 전쟁에 파병된 미군 병사들이 방콕에 휴가를 온 것을 계기로 관광과 유흥의 도시로 알려지기 시작했다. 여행 잡지 《트래블& 레저》2012년과 2013년 판에 따르면 세계 제1위의 관광도시에 연이어 랭크되고 있다. 태국의 다른 관광지와 마찬가지로 관광업은 큰 비중을 차지하는 산업 중의 하나로, 시내에는 최고급 호텔에서부터 값싼 여인숙까지 나란히 있으며, 세계 각국에서 온 관광객들을 쉽게 볼 수 있다.
방콕은 태국 여행의 관문으로서 태국에 오는 관광객의 대다수가 우선 방콕에 도착한다. 아울러 방콕 도심에는 대규모 쇼핑몰과 잘 발달된 전철, 도로망이 갖춰져 있어 관광객들의 편의성과 접근성을 높여준다. 특히 방콕의 대형 쇼핑몰 시암스퀘어나 센트럴월드 등은 동남아 최고의 쇼핑을 가능케 하고, 홍콩과 싱가포르 못지않게 발전했으며, 푸드 코트와 유명 브랜드 매장은 날이 갈수록 불어나고 있다. 교통 면에서 관광객은 주로 택시를 자주 이용하는데, 방콕의 교통체증에 영향을 받으나 비교적 저렴한 요금으로 인기가 지속되고 있으며, 최근엔 BTS와 MRT 이용객도 급증 추세이다. 2012년 기준 매년 약 1천6백만 명의 많은 관광객이 방콕을 찾으며, 파리를 제치고 전 세계 관광객들이 가장 많이 찾는 도시로 꼽혔다. 이는 중국인 관광객들의 폭발적인 증가에 기인한다.

### 교통

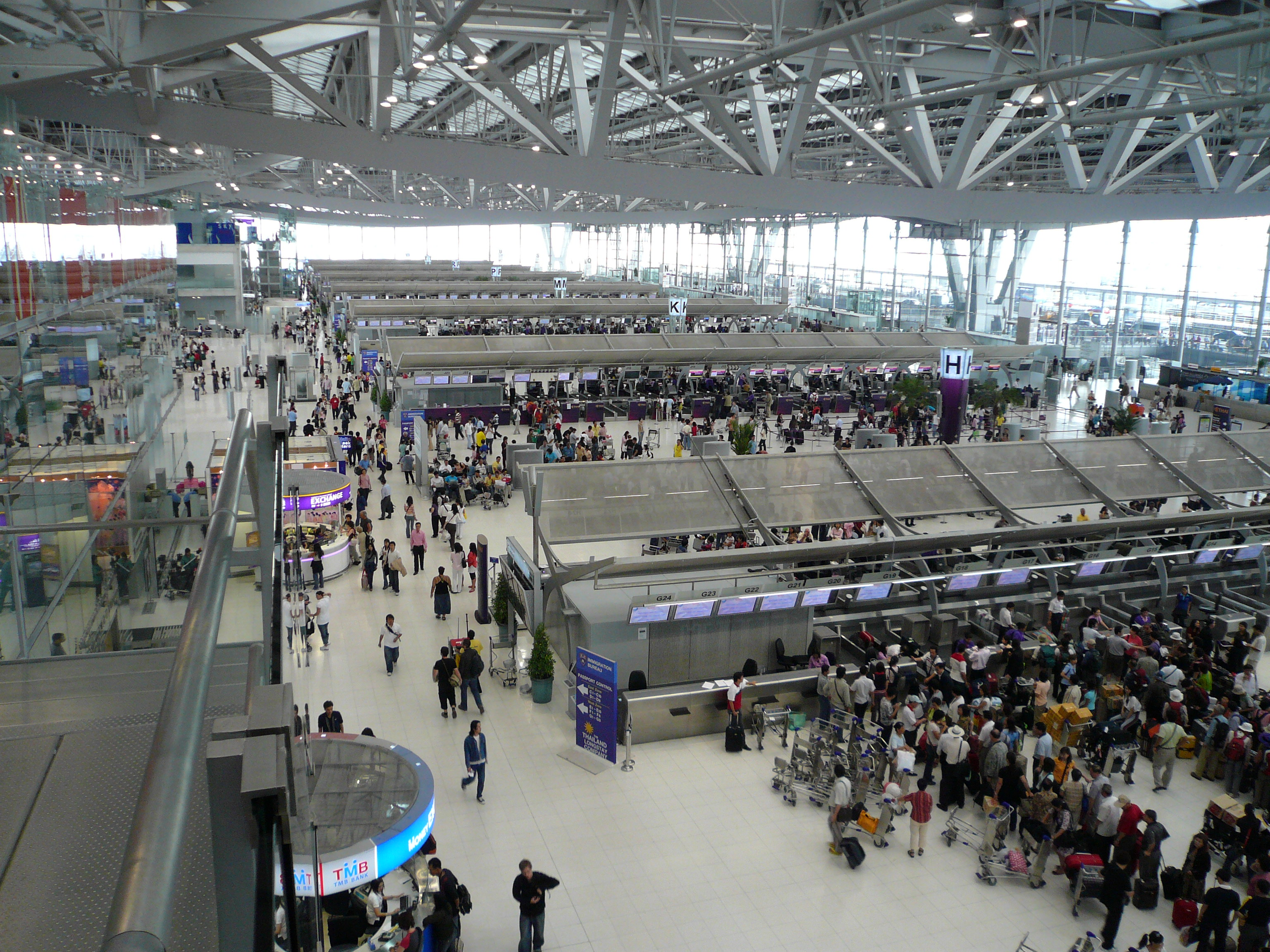
수완나품 국제공항 터미널

#### 항공
방콕은 쿠알라룸푸르, 싱가포르 등과 대등한 아시아의 허브 공항이며, 유럽 여러 나라에서 동남아시아의 각국이나 오세아니아 등의 중계 지점으로서 동남아의 중요한 지위를 유지하고 있다. 최근에는 방콕 에어웨이스와 같은 저가 태국 국내선이나 아시아의 권내를 운항하는 저가 항공사들이 다투어 노선을 연장하고 있어, 항공의 요지로서 지위가 더욱 높아지고 있다.
2006년 9월 28일에는 아시아 최대 규모의 공항이 되는 수완나품 국제공항이 방콕 중심부에서 32 km 떨어진 사뭇쁘라깐 주의 방플리 암프에서 개항하였다. 이 공항은 이전의 돈므앙 국제공항을 대체하는 방콕의 주요 공항으로 동남아의 허브 공항과 관광 산업에 막대한 영향을 미칠 것이라 예상하고 있다.

#### 도로
방콕은 교통 체증이 전세계에서 가장 심각한 도시로 꼽힌다. 방콕에는 오랫동안 도시 계획 없이 팽창했고 건물을 지을 때 도로를 지을 의무도 없었다. 건설 업자들은 건물을 최대한 크게 세우기 위해서 도로를 쏘이라 불리는 골목으로 지었다. 방콕의 총 면적 대비 도로 면적은 8%로 뉴욕의 32%, 도쿄의 23%에 비하면 크게 좁다. 또한 이들 쏘이들은 서로 단절되어 있어 방콕의 도로 중 32%가 막다른 길이다.

#### 대중 교통

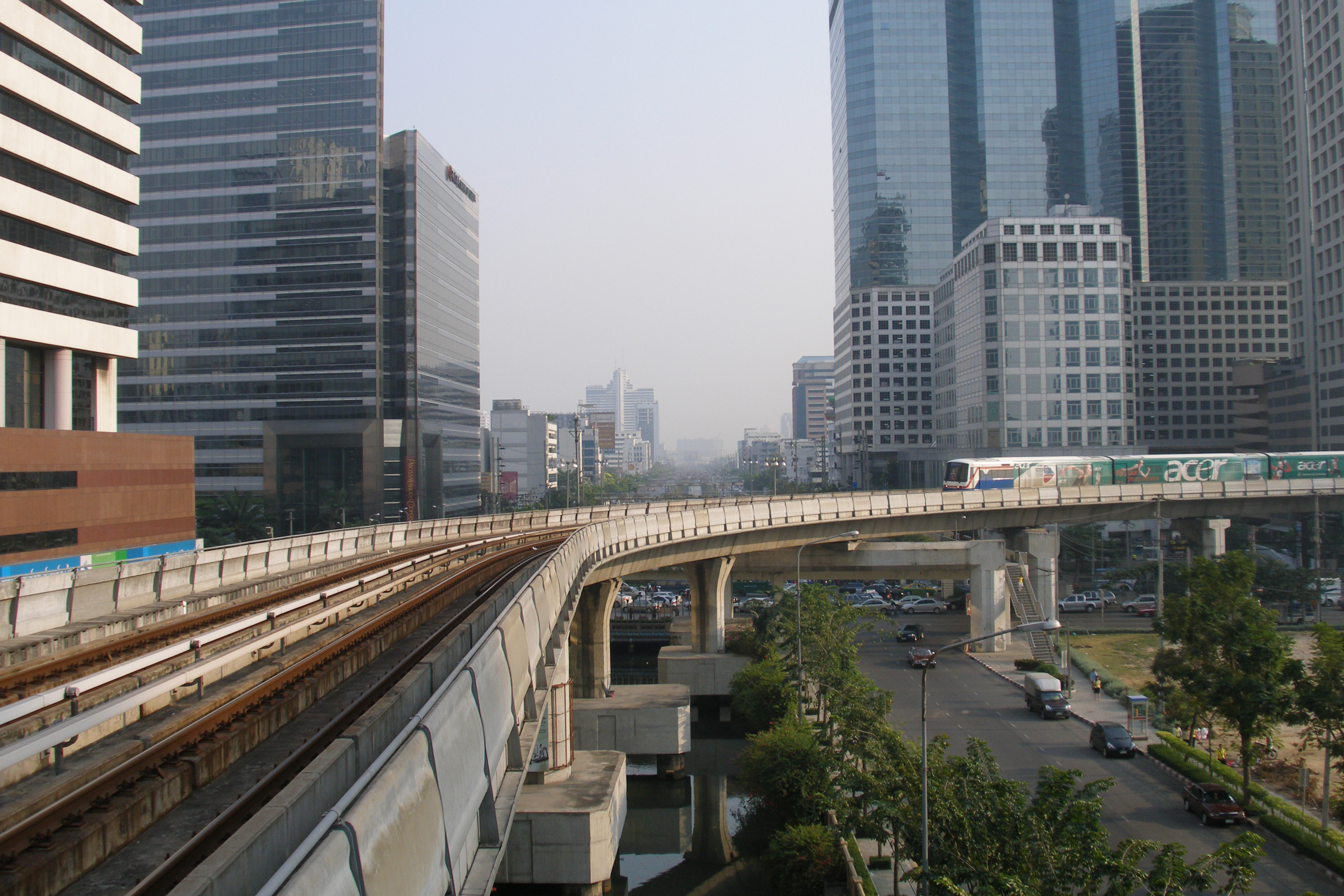
방콕 대중교통 시스템 BTS(Bangkok Mass Transit System)

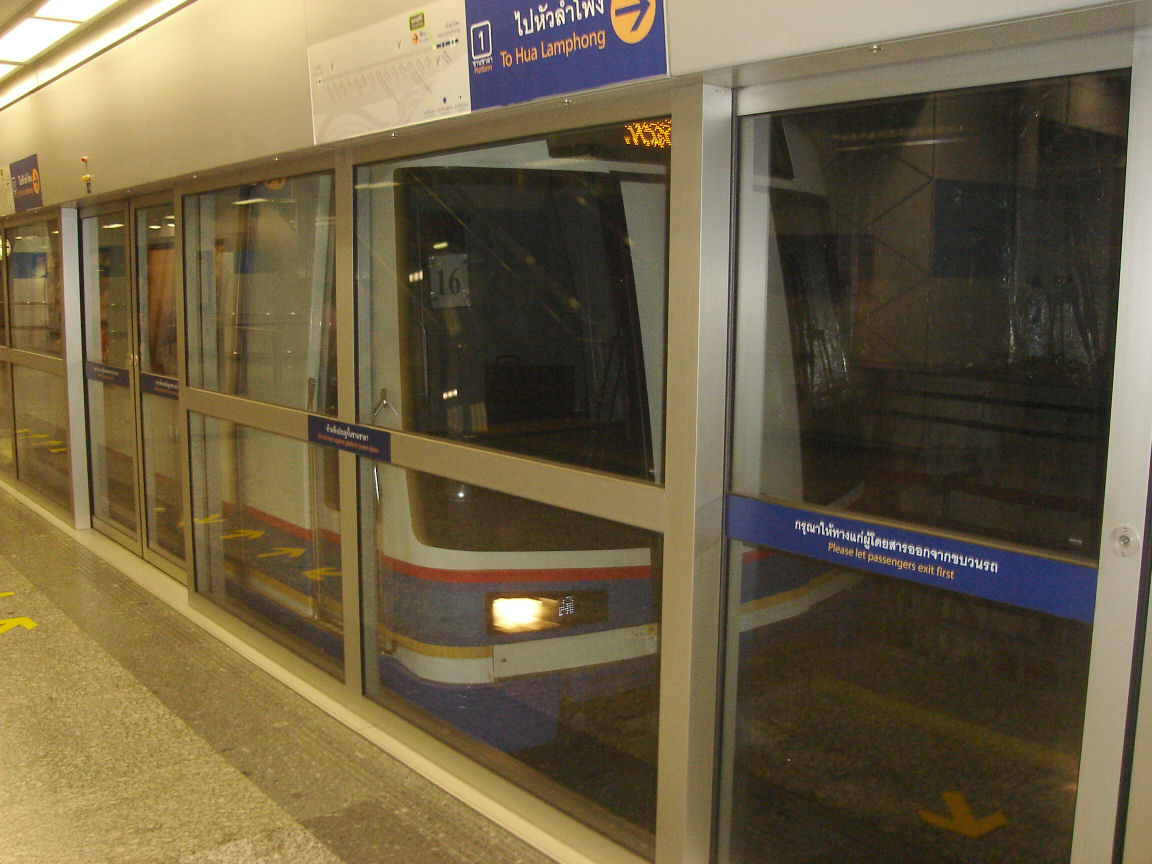
MRT(방콕 지하철)

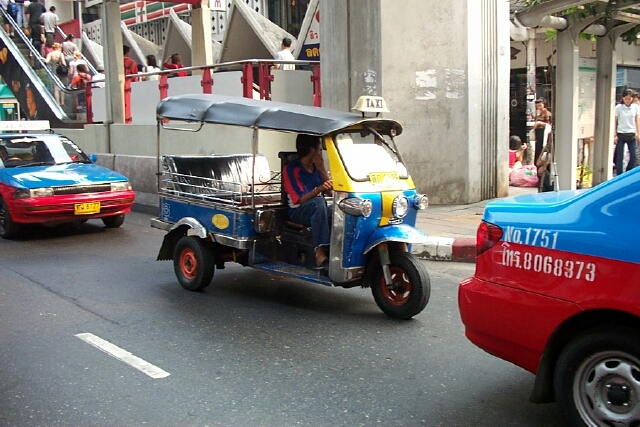
툭툭

교통난 해소를 위해 도심의 고가 철도나 지하철이 개통되었지만, 예전에는 열차 편도 적었고, 통근 노선이 얼마 되지 않아, 중류층을 중심으로 택시나 버스, 승용차를 널리 이용하였다. 이것이 방콕을 전 세계에서도 손꼽는 교통 정체 도시로 만들었다.
따라서 2000년대 이후 지하철이나 고가 노선의 추가 건설이 진행되고 있고, 수완나품 국제공항과 도심을 연결하는 공항 철도의 건설을 진행하고 있다. 배기 가스 배출량을 줄이기 위해 신형 차량에 대해서는 배출 감소 규제를 진행하고 있다.

#### 수로
남북으로 잘 정비되어 뻗어있는 짜오프라야강을 따라 정기 보트를 수시로 운항하고 있고, 정체의 걱정이 없기 때문에 시민과 관광객들에게 널리 이용되고 있다. 짜오프라야 익스프레스는 대표적인 수상 교통이며, 세인세이프 운하를 중심으로 시영 보트도 운영되고 있고, 톤부리나 민부리를 중심으로 롱테일 보트도 운행이 되고 있다.
- 클롱 사엔 사엡 익스프레스 보트
- 짜오프라야 익스프레스 보트
- 방콕 노이 롱테일 익스프레스 보트
- 사톤-클롱 뜨이 익스프레스 보트
- 사톤-왓 다오 카농 익스프레스 보트
- 사톤-사뭇 쁘라깐 익스프레스 보트
- 클롱 파씨 차른 익스프레스 보트 (시험운행 중)
- 클롱 랏 프라오 익스프레스 보트 (시험운행 중)
- 클롱 쁘렘 쁘라차콘 익스프레스 보트 (시험운행 중)
- 클롱 파둥 끄룽 까셈 익스프레스 보트 (시험운행 중)

#### 철도
방콕 시내 안에서 이동할 때에는 MRT지하철과 BTS지상철이 매우 편리하다. 각각 한개의 노선으로 이루어져있으며 구간제 요금이다.

##### 국철
후아람퐁 역을 종점으로 치앙마이와 파타야에서 출발하는 국내 각지의 노선을 확장하고 있다. 말레이시아 - 싱가포르 - 라오스를 연결하는 국제 열차도 있다.

##### BTS

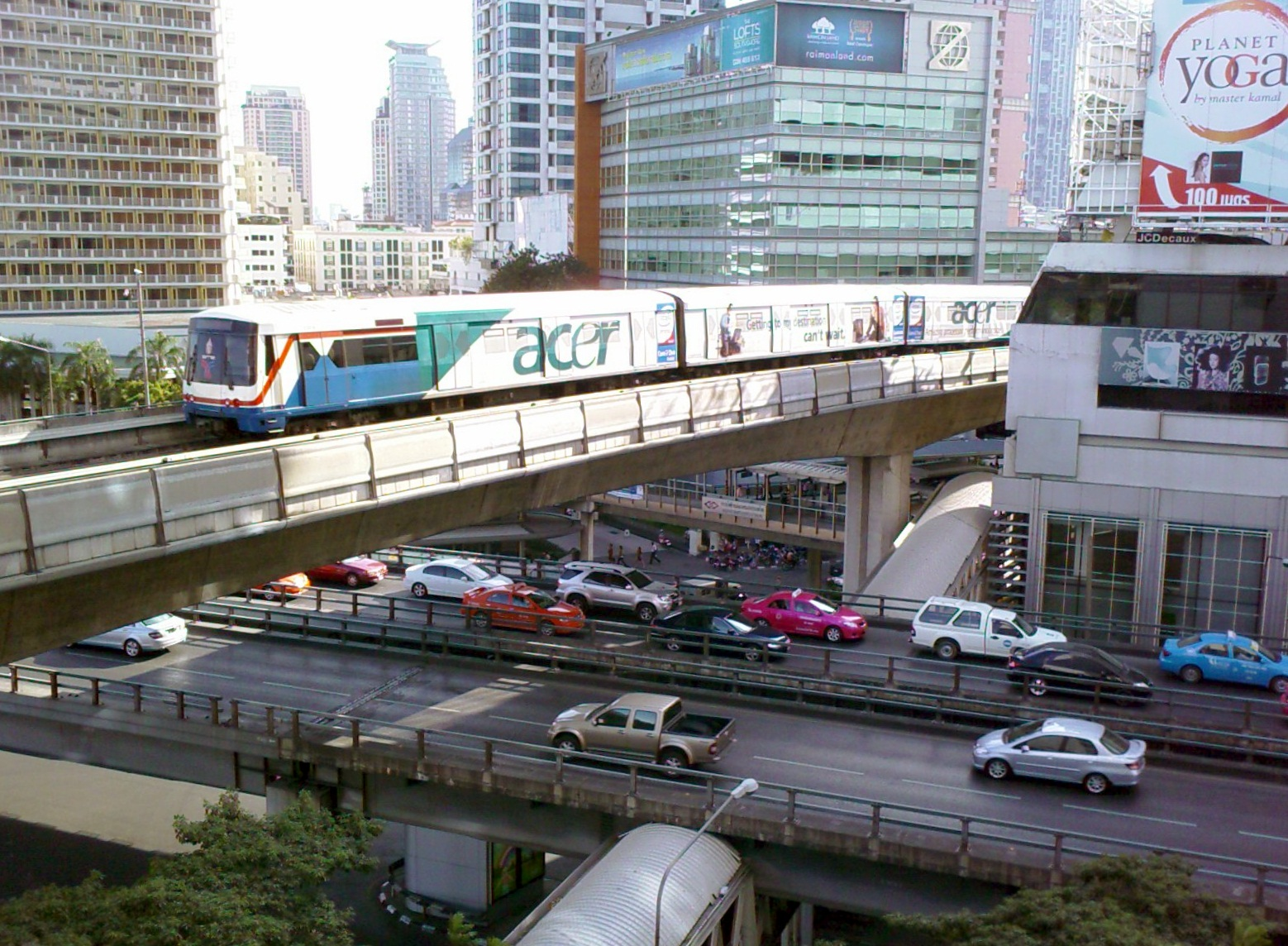
쌀라 댕 교차로를 지나는 BTS Skytrain

1992년 12월 방콕 시내의 교통 정체를 획기적으로 개선하기 위해 고가철도 BTS(Bangkok Mass Transit System)가 운행을 시작하였다. 북에서 동을 연결하는 수쿰윗 선과 남에서 서를 연결하는 시롬 선이 완성되어 있고, 두 라인은 시암 역에서 교차되면서 교외 철도 역과도 연결시키고 있다. 최초 구간은 15바트이고 최대 42바트까지 거리에 따라 요금이 다양하며, 방콕핵심 도심지와 주요 지점을 관통하므로 방콕시민이나 관광객 등 수많은 사람들이 이용중에 있다. 현재 노선 연장 공사를 진행하고 있다.
1999년 12월 5일 라마 9세 국왕의 생일을 기념하여 2개 라인의 BTS가 개통되었다.

#### 지하철
2004년 7월 3일에는 방콕의 첫 지하철이 개통되었다. 방콕 메트로가 경영하고 있으며, BTS와 같이 에어콘 시설을 갖추고 있다. 교통 정체의 영향을 전혀 받지 않는 교외 철도 몇 개의 역 이외에도 BTS의 노선과도 연결되고 있기 때문에 편리성이 높아 인기를 끌고 있다.

#### 버스

##### 시내 버스
방콕 대량 수송 공사가 운영을 하며, 에어컨 버스, 비에어컨 버스 등을 운행하고 있다.
- - 1번 노선: 북쪽
  - 2번 노선: 동쪽 상부
  - 3번 노선: 동쪽 하부
  - 4번 노선: 남 중앙
  - 5번 노선: 남 서부
  - 6번 노선: 서부
  - 7번 노선: 북서부
  - 8번 노선: 중앙

##### 시외 버스
버스는 태국 전역을 구석구석 연결해 주는 장거리 교통수단으로서, 방콕에는 3개의 버스 터미널이 있다.
- 북부 터미널(Northern Bus Terminal)

태국 북부와 동북부(이싼)에서 올 때 많이 이용하는 터미널이다. 방콕과 인접한 아유타야나 롭부리에서는 수시로, 치앙마이, 치앙라이에서 오는 장거리 버스는 이른 아침에나 야간에만 운행한다. 캄보디아와 국경을 접한 아란야쁘랏텟에서 오는 버스도 북부 터미널에 도착한다.
- 남부 터미널(Southern Bus Terminal)

짜오프라야강 서쪽 삔까오에 있다. 푸껫, 쑤랏타니, 꼬 사무이, 끄라비, 핫야이 등의 남부 지방과 깐짜나부리, 담넌 싸두악 수상시장 등의 방콕 서쪽 지역에서 오는 버스가 정차한다.
- 동부 터미널(Eastern Bus Terminal)

수쿰윗의 에까마이에 있다. 방콕에 있는 3개의 터미널 중 운행 노선이 가장 적은 터미널로 파타야, 반 페, 뜨랏 등의 동부 해안에서 오는 버스가 정차한다. BTS 에까마이역이 바로 앞에 있다.

#### 택시

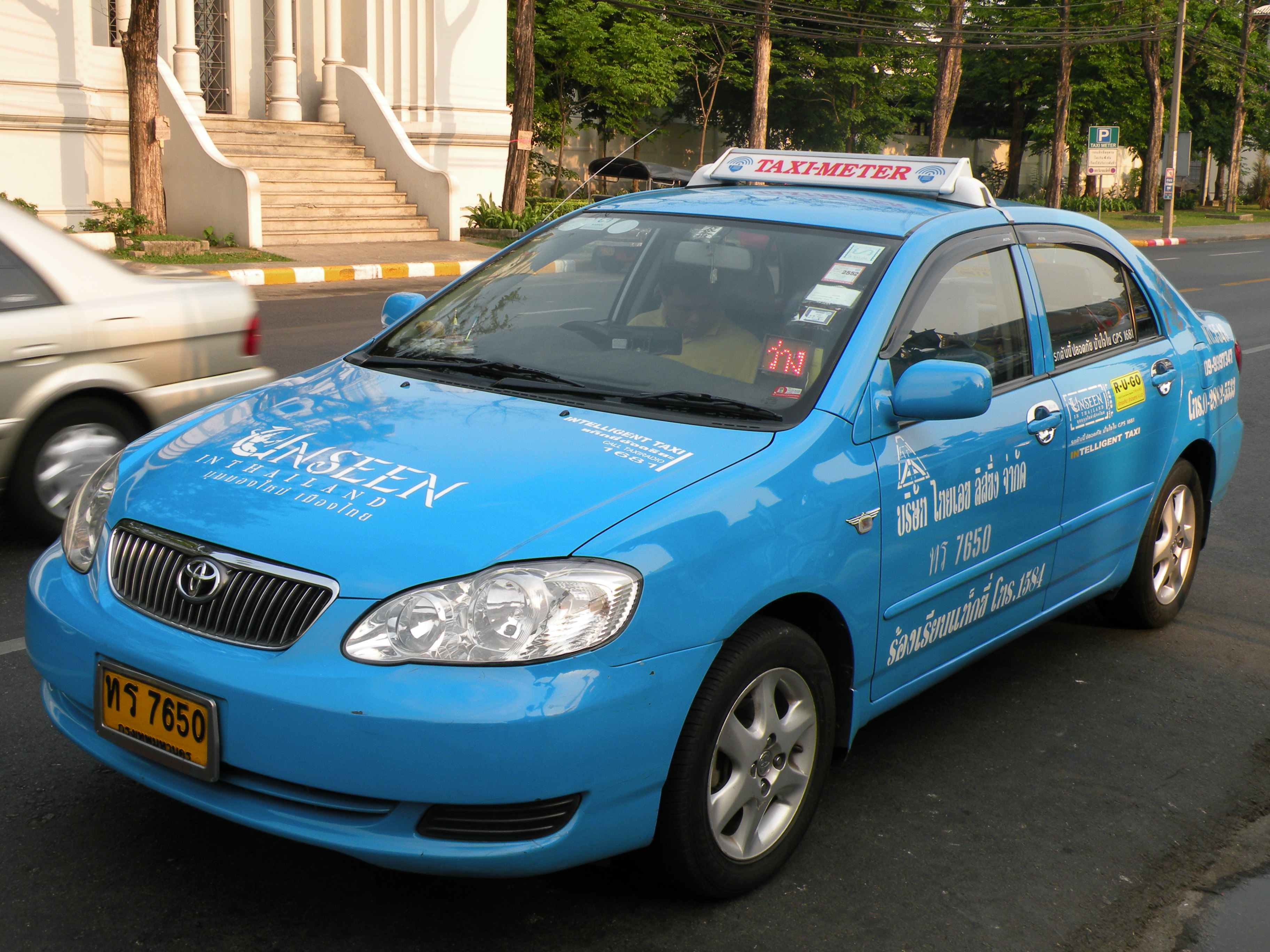
방콕 택시 서비스가 운영하는 전형적인 택시

택시는 최초 구간 35바트로 에어컨 설비를 구비하여 자주 이용되는 교통 수단이다.

#### 기타
유명한 뚝뚝은 안전과 배기 가스 배출 규제 등의 이유로 현재 신규 등록은 못하게 되어 있고, 지속적인 감소가 예상된다. 이것은 가격을 흥정하여 타야하는 교통 수단이다. 주로 교외의 샛길에서 자주 이용되는 송태우나 오토바이 택시 등이 기타 교통 수단으로 있으며, 모두 가격을 흥정하고 타야 하는 것들이다.

## 사회

### 인구
2005년 방콕 시 관리국(BMA)의 통계로 등록된 인구는 5,658,953명이다. 그러나 이 수치에는 비등록의 수치는 나타나지 않은 것들이다. 시내의 대부분의 민족은 타이족이며, 중국인이 그 다음을 차지하고 있다. 최근에는 많은 외국인들의 이민과 장기 체류, 추방 등으로 인구 유입이 대규모로 증가되었다. 장기 체류 등록자들 중에는 약 25만 명의 본토 중국인과 이중 시민권을 가지고 있는 약 85,000 명의 인도인, 약 3만 명의 일본인, 약 25,000명의 미국인, 약 45,000 명의 유럽인, 약 15,000명의 타이완인, 그리고 약 2만명의 한국인, 약 6,000명의 나이지리아인, 약 7,500 명의 오스트레일리아인, 약 12,000 명의 아랍계 외국인, 약 2만 명의 말레이시아인, 약 4천 명의 싱가포르인, 약 5천 명의 필리핀인, 약 800명의 뉴질랜드인 등이 있다.
인구의 92%는 불교도이며, 6% 정도의 이슬람교, 1%의 기독교, 그리고 0.6%를 차지하는 힌두교도가 있다. 방콕에는 400개의 불교 사원이 있고, 55개의 모스크와 10개의 교회, 2개의 힌두사원이 있다.

### 보건

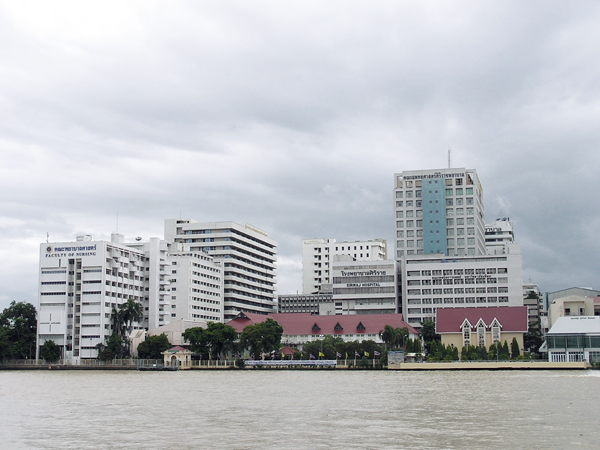
씨리라즈 병원, 태국에서 가장 오래된 마히던 대학 병원이다.

방콕은 많은 수의 병원과 의료 기관이 있으며, 그 중 국립 15개의 의대 병원 8개를 보유하고 있다. 방콕의 많은 병원에서 고등전문 교육 센터를 운영하고 있다. 최근에는 사립 병원을 중심으로 의료 관광이 급성장하였으며, 특히 외국인에게 이러한 특별 서비스를 제공하는 병원이 늘고 있다.
쑤쿰윗 로드의 밤룽랏 병원(The Bumrungrad Hospital)은 세계적인 클래스의 서비스를 제공하며, 부유한 태국 사람이나 의료관광객들을 대상으로 한다. 이러한 병원으로는 싸미띠웻 병원과 방콕 병원 메디컬 센터가 있다. 이 세개는 Joint Commission International (JCI)을 획득한 병원이다.

## 문화

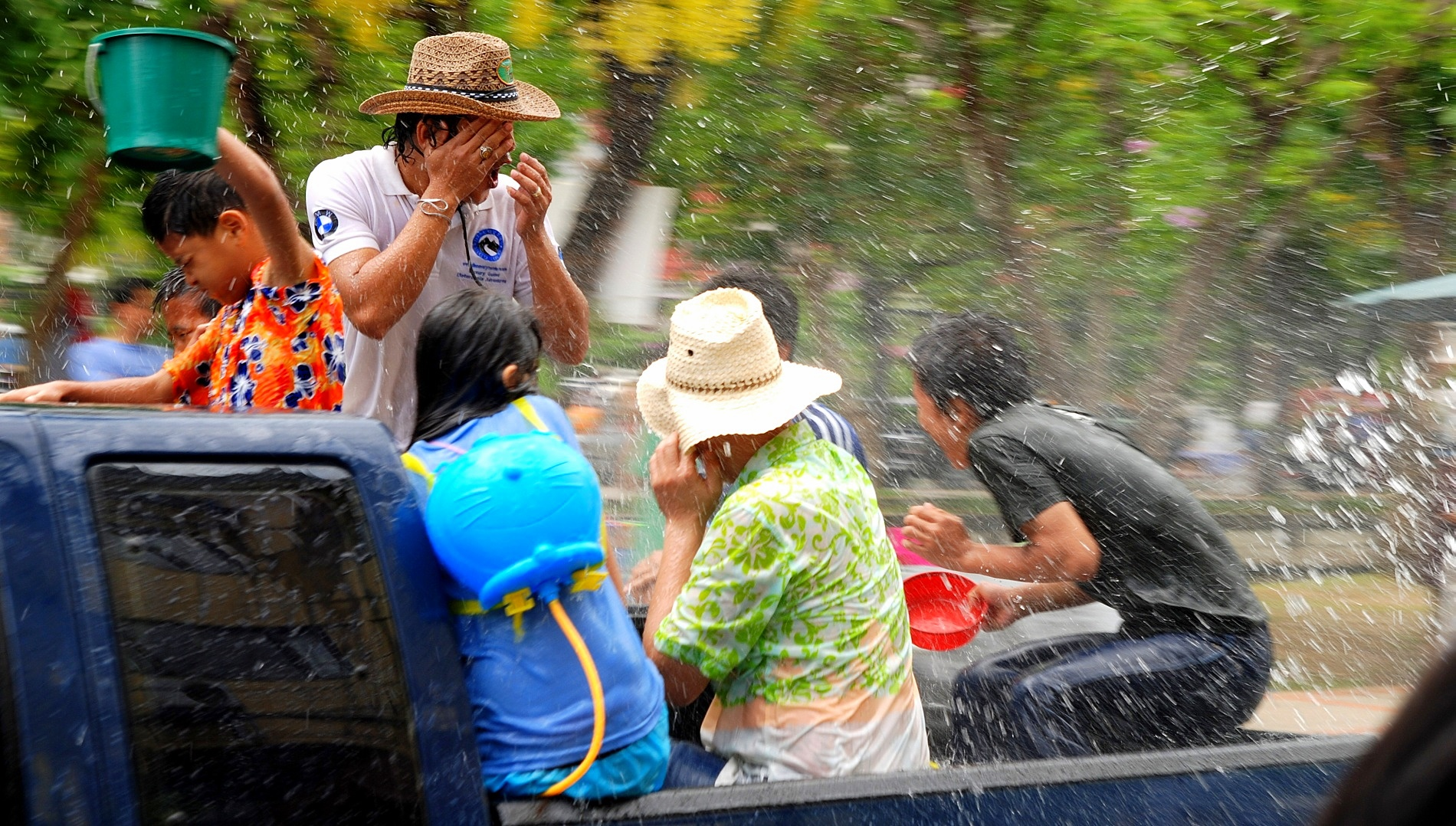
송끄란 축제

방콕 송끄란 축제는 4월 13일에서 15일에 걸친 태국의 구정 축제이다. 특히 왕궁 근처의 싸남 루앙에서는 가장 유명하며, 위쑷까쌋 지역에서는 미스 쏭크란 대회가 열리기도 한다. 카오싼 로드의 방람푸 지역은 내국인과 관광객들이 물을 뿌리며, 놀이를 하는 가장 유명한 장소 중의 하나이다. 카오산 거리는 태국 방콕 시내 프라나콘 구 방람푸 지역에 있는 짧은 거리 이름이다. 카오산 로드는 300m도 채 안 되는 거리이나, 전 세계 배낭여행객들의 집합소이자 젊은이들의 해방구이다. 태국뿐만 아니라 동남아 여행을 계획하고 있는 여행자들에게 카오산 로드는 반드시 거쳐야 하는 관문이자 베이스캠프이기 때문이다. 방콕 왕궁과 왓 프라깨우가 있는 1 km 북쪽에 있다.

#### 문화재

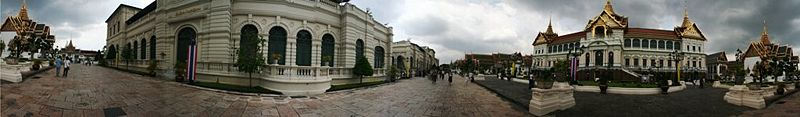
방콕 왕궁의 파노라마 사진

방콕은 방콕 왕궁, 왓 포, 왓 아룬 같이 이 나라에서 방문객이 가장 많은 장소를 자랑으로 삼고 있다. 라마 1세와 그 뒤를 이은 왕들의 시대를 지나면서 강 옆의 광장에 웅장하고 화려한 왕궁, 정부 청사, 불교 수도원 들이 차례대로 들어섰다. 그중 일부는 지금도 왕족이 사용하고 있지만, 몇 개를 제외한 대부분의 사원과 왕궁은 일반인들에게 개방되고 있다. 랏따나꼬씬 구역과 강 주변에 있는 방콕의 역사적 명소를 유지하기 위한 여러 가지 계획이 진행 중이다.

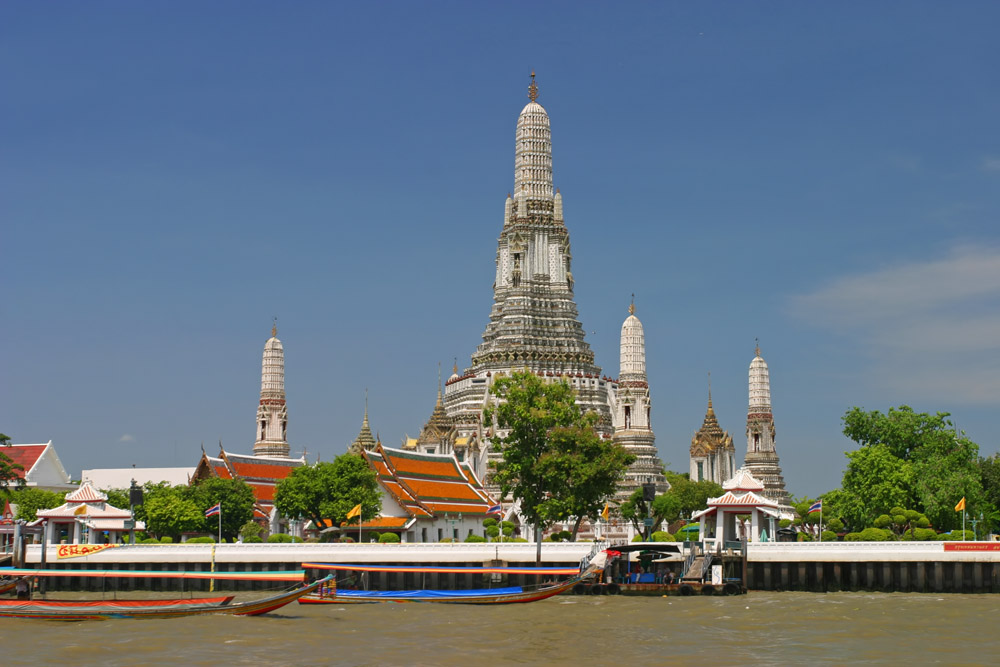
왓 아룬

방콕에는 수많은 왕궁들이 있다. 어떤 왕궁은 여전히 태국의 왕실이 사용하고 있고 어떤 왕궁은 공중에 개방되었거나 정부 청사, 대학교 건물로 사용되고 있다. 국왕의 공식적인 거주지는 방콕 왕궁인데, 1782년까지 거슬러 가서 약 150여년간 태국의 왕이 살아 온 곳이다. 20세기 초와 1932년 혁명 전까지 이 방콕 왕궁 건물들은 태국 정부의 핵심 지역이었다. 이 왕궁 단지에는 궁궐, 행정부서가 있었고 전에 있던 태국의 수도와 비슷하게 구획되어 있었다. 오늘날 이 곳은 방콕에서 가장 방문객이 많은 곳이다. 왕궁 단지 내에는 차끄리 마하프라삿 궁전과 왓 프라깨우가 있는데 왓 프라깨우에는 에메랄드 부처가 있으며 태국에서 가장 중요한 사찰로 여겨진다. 치트랄라다 궁전이 국왕인 라마 9세와 시리낏 왕비가 사는 곳이다. 황금산과 와트 라차낫다 사이에는 방어용 성벽의 흔적을 볼 수 있다.

## 자매 도시
- 미국 워싱턴 DC (1962, 2002)
- 중국 베이징시 (1993)
- 대한민국 부안군 (1996)
- 헝가리 부다페스트 (1997)
- 오스트레일리아 브리즈번 (1997)
- 러시아 모스크바 (1997)
- 러시아 상트페테르부르크 (1997)
- 필리핀 마닐라 (1997)
- 인도네시아 자카르타 (2002)
- 베트남 하노이 (2004)
- 라오스 비엔티안 (2004)
- 카자흐스탄 아스타나 (2004)
- 중국 차오저우 (2005)
- 대한민국 사천시 (2006)
- 일본 후쿠오카현 (2006)
- 중국 광저우시 (2009)
- 스위스 로잔 (2009)
- 중국 충칭시 (2011)
- 대한민국 부산광역시 (2011)
- 중국 톈진시 (2012)
- 중국 상하이시 (2012)
- 튀르키예 앙카라 (2012)
- 말레이시아 조지타운 (2012)
- 조선민주주의인민공화국 평양 (2012)
- 일본 아이치현 (2012)
- 이란 테헤란 (2012)
- 캄보디아 프놈펜 (2013)
- 중국 산둥성 (2013)
- 중국 우한시 (2013)
- 중국 선전시 (2015)
- 베트남 호찌민시 (2015)
- 포르투갈 리스본 (2016)
- 포르투갈 포르투 (2016)
- 베트남 후에 (2016)
- 대한민국 대구광역시 (2017)
- 몽골 울란바토르 (2017)
- 중국 청두시 (2017)

## 같이 보기
- 방콕 도시권
- 타이인